# Universidad de las nacionalidades del suroeste

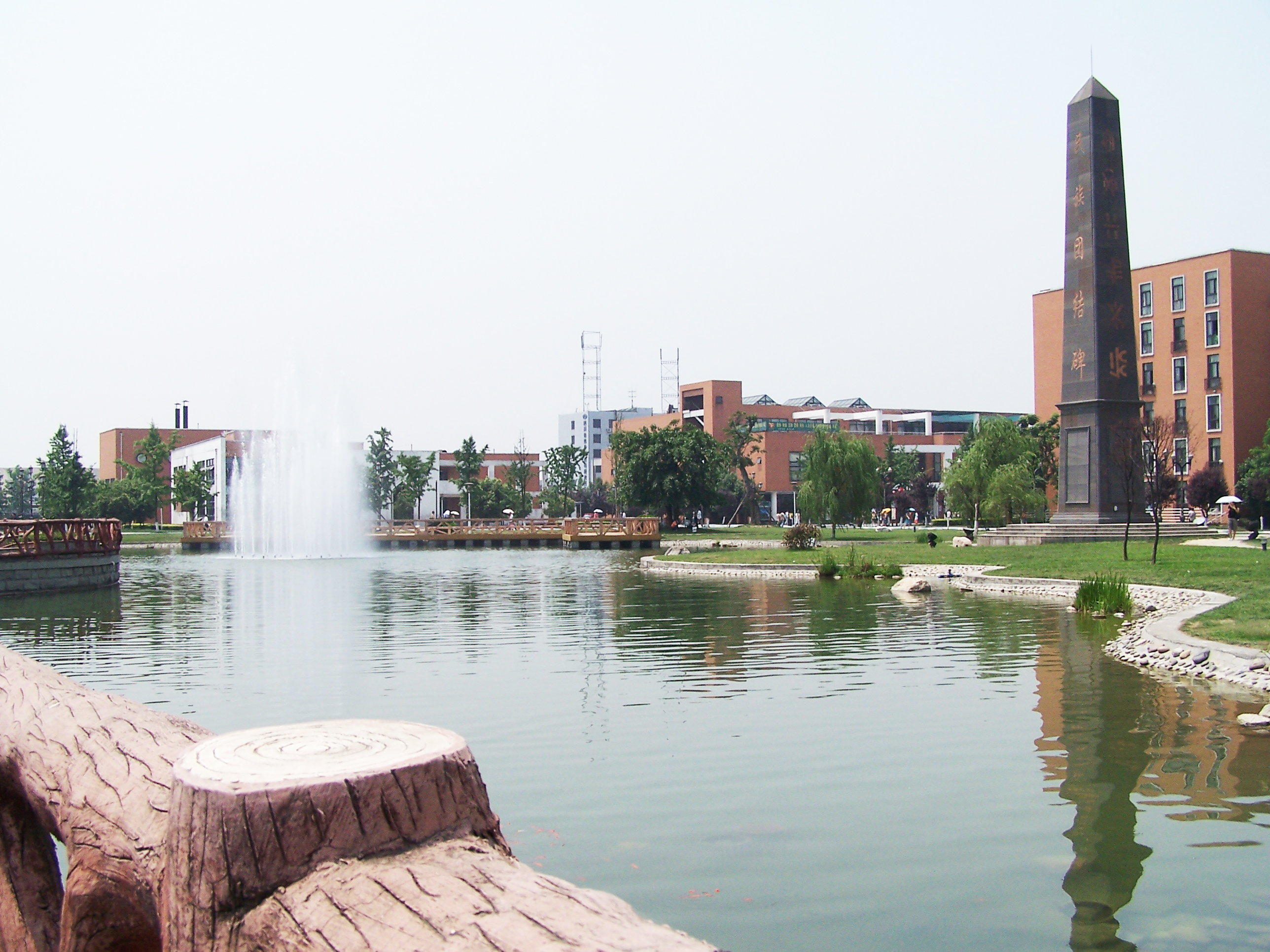
Monumento a la Unidad Nacional en el nuevo campus de la Universidad de las nacionalidades del suroeste.

La Universidad de las nacionalidades del suroeste (西南民族大学) universidad china.
Una de las mejor valoradas de China (62 de top 100) localizada en Chengdu, capital de la provincia de Sichuan destinada a minirías étnicas, aunque recientemente ha admitido a han y extranjeros. 